# 腸腕蛸科
腸腕蛸科（學名：Enteroctopodidae），又稱為腸蛸科，為無翅亞目章魚總科下的一個科，本來被認為是章魚科下的一個亞科，但現在被提升為獨立的科。腸腕蛸科中包含了體型最大的章魚之一北太平洋巨型章魚。

## 分類學
- 腸腕蛸科 Enteroctopodidae
  - 腸腕蛸屬（英语：Enteroctopus） Enteroctopus Rochebrune & Mabille, 1889
  - 毛烏素蛸屬（英语：Muusoctopus） Muusoctopus Gleadall, 2004
  - 佐佐木蛸屬（英语：Sasakiopus） Sasakiopus Jorgensen, Strugnell & Allcock, 2010
  - 火神蛸屬 Vulcanoctopus González & Guerra, 1998